# Interleucina 7

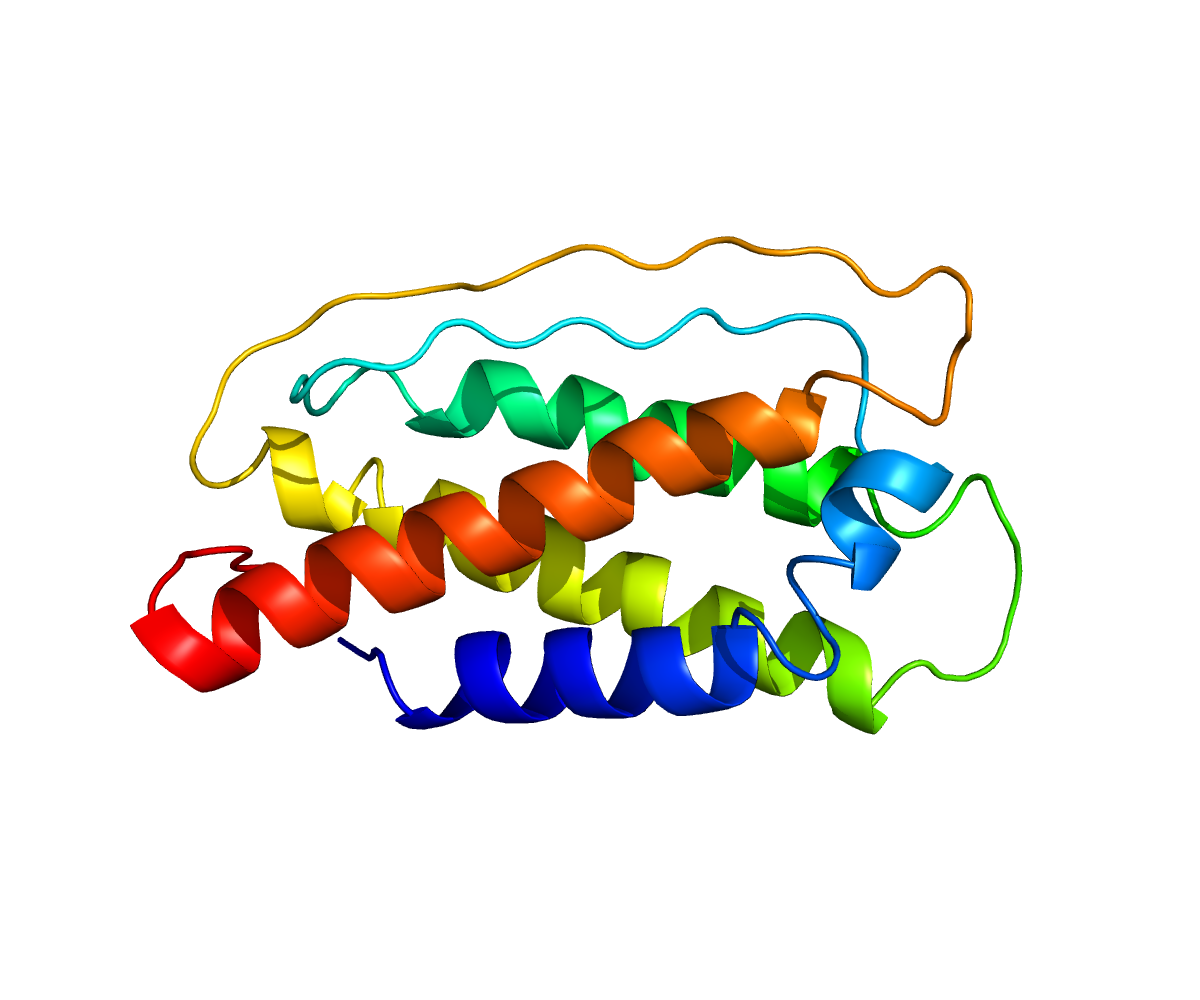
Estrutura da IL-7.

Interleucina 7 (IL-7) é uma citocina que estimula o crescimento, maturação de linfócitos B e ativação de linfócitos T. É secretado por células do estroma da medula óssea e do timo. Também é produzido por queratinócitos, células dendríticas, hepatócitos, neurônios e células epiteliais do intestino.
Sua administração intravenosa pode ser benéfica para acelerar a recuperação de pacientes imunossuprimidos (linfopênicos) e potencializando a ação de vacinas, porém também pode acelerar a rejeição de um transplante.